# Čegrane
Čegrane  (albanski: Çegrani, makedonski: Чегране) je selo koje se nalazi u sastavu Općine Gostivar u Pološkoj oblasti u Sjevernoj Makedoniji.
Od 1996. godine do 2004. Čegrane je bilo središte Općine Čegrane koja je ukinuta i pripojena Općini Gostivar. Prema popisu stanovništva iz 2002. godine u selu je živjelo 6748 stanovnika, od čega 6672 Albanaca.

## Šport
U Čegranama je od športova najpopularniji nogomet, pa postoji nogometni klub KF Arsimi koji se natječe u Trećoj makedonskoj ligi – Zapad. Osnovali su ga godine 1973. mjesni nastavnici.
U mjestu je rođen športaš Milaim Pelivani koji je bio prvak u Hrvanju na Olimpijskim igrama u Chicagu 1931. godine, gdje je otišao kao član turske olimpijske reprezentacije. Nakon što je postao prvak, prilikom dodjele medalja tražio je da se pjeva albanska himna i da se vijori albanska zastava, što su organizatori i učinili. Poslije povratka u Tursku, Kemal Ataturk ga je kaznio, oduzete su mu sve medalje, a bio je i degradiran i kažnjen nakon što je osramotio državu koju je trebao predstavljati.

## Povijest
Na početku 19. stoljeća Čegrane je selo u sastavu Gostivarske kaze pod Tetovsko nahie na Osmansko Carstvo
1900. godine Čegrane je imao 800 stanovnika Albanske nacionalnosti i islamske vjeroispovjesti.
1913. godine Čegrane je pao pod vladavinom Kraljevine Srbije.
1929. godine po statistikama bugarskog statističara Afansi Selisčev Čegrane je bio centar Općine s 5 sela Gornjeg pologa i ima 234 domaćinstva s 1364 stanovnika.

## Stanovništvo
Prema popisu stanovništva iz 2002. godine u općini je živjelo 12.310 stanovnika od čega 12.075 (97,65 %) Albanaca i 235 (2,35 %) Makedonaca.